# 苫小牧車站
苫小牧車站（日语：／ Tomakomai eki */?）是一位於日本北海道苫小牧市、隸屬於北海道旅客鐵道（JR北海道）與日本貨物鐵道（JR貨物）的鐵路車站。苫小牧車站是JR北海道所屬的幹線鐵路室蘭本線與地方交通線日高本線的交會車站，除此之外實際上終點是在隔鄰沼之端車站的千歲線上所行駛之列車，也都會延伸行駛至苫小牧，是北海道西南部地區非常重要的交通樞紐。除了客運站之外，苫小牧車站內也設有隸屬於JR貨物的貨運車站設施，但因所處實際位置有點差異，因此JR北海道所屬的客運車站地址是表町6丁目4號，但JR貨物所屬的貨運車站卻是在東側的一本松町15號處。

## 車站構造

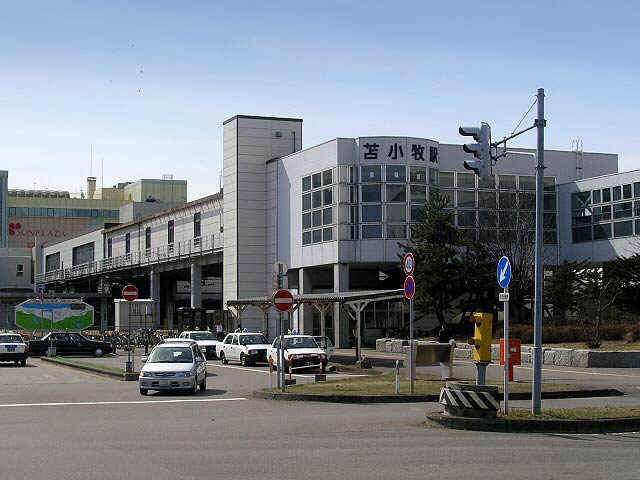
苫小牧車站北口

苫小牧車站是一平面車站，但有部分站體採跨線式站房（橋上站房）設計。車站內設有兩座島式月台共四條乘車線，在站區北側設有大量側線，以因應設置在此站的苫小牧運轉所（苫小牧運転所）之調度業務需求。在站等方面，苫小牧是一個站員配置車站（社員配置駅，意指JR北海道在此設有站務員），設有綠窗口（みどりの窓口，JR系統的票務櫃臺）以及星光廣場（ツインクルプラザ，JR北海道所屬的旅行服務中心），設施一應俱全。

### 月台配置
主要採用以下列出的月台到發，但有一部分例外。
| 月台 | 路線      | 類別 | 目的地                       |
| ---- | --------- | ---- | ---------------------------- |
| 1    | ■日高本線 | 普通 | 鵡川、靜內、樣似方向         |
| 1    | ■千歲線   | 普通 | 南千歲、札幌、小樽方向       |
| 1    | ■室蘭本線 | 普通 | 糸井、登別、東室蘭、室蘭方向 |
| 2    | ■千歲線   | 普通 | 南千歲、札幌、小樽方向       |
| 2    | ■室蘭本線 | 普通 | 糸井、登別、東室蘭、室蘭方向 |
| 2    | ■室蘭本線 | 特急 | 室蘭、函館方向               |
| 3    | ■室蘭本線 | 普通 | 追分、岩見澤方向             |
| 3    | ■千歲線   | 普通 | 南千歲、札幌、小樽方向       |
| 3    | ■千歲線   | 特急 | 南千歲、札幌方向             |
| 4    | ■室蘭本線 | 普通 | 追分、岩見澤方向             |
| 4    | ■室蘭本線 | 普通 | 糸井、登別、東室蘭、室蘭方向 |
| 4    | ■千歲線   | 普通 | 南千歲、札幌、小樽方向       |

## 相鄰車站
北海道旅客鐵道（JR北海道）
■室蘭本線（包括直通千歲線）
■特急「北斗」
登別 (H28) - （白老 (H23)） - 苫小牧 (H18) - 南千歲 (H13)
註：2、4、21號不停白老站
■特急「鈴蘭」
白老 (H23) - 苫小牧 (H18) - 沼之端 (H17)
■特急
青葉（H19）－苫小牧（H18）－（貨）苫小牧貨物－ 沼之端（H17）
■日高本線
苫小牧（H18）－（貨）苫小牧貨物－勇拂

## 外部連結
- JR北海道苫小牧站 （页面存档备份，存于） （日語）
- JR貨物苫小牧站（網頁庫存）

42°38′22″N 141°35′49″E / 42.63944°N 141.59694°E